# Stadio Giovanni Scavo
Lo stadio Giovanni Scavo è il principale impianto sportivo della città di Velletri. È la sede del Meeting Internazionale Città di Velletri, evento internazionale annuale di atletica leggera.

## Storia
Nato per ospitare le gare interne della squadra calcistica veliterna, lo stadio comunale ha una capienza di 10.000 posti a sedere ed è intitolato al veliterno Giovanni Scavo, ex campione italiano di atletica leggera del 1957 degli 800 m piani e della staffetta 4×400 m. Tale denominazione è stata adottata soltanto nel 1990. Prima il nome dell'impianto era "comunale". Lo stadio si trova in piazzale Giovanni Vincenzo Savo (ex campione italiano professionisti dei pesi mosca di pugilato negli anni 1930-1931).
Dopo la ristrutturazione e il rimodernamento dei primi anni '90, che tra l'altro ha portato notevoli disagi alla squadra costretta a giocare in trasferta tutte le gare del suo campionato di Serie D, la struttura è a norma per la disputa di campionati nazionali calcistici ed eventi di atletica, come testimonia il meeting internazionale dal 2002. È uno degli impianti più importanti della regione Lazio e del Centro Italia.
Nel 2016 l'impianto è stato oggetto di ristrutturazione con la piantumazione di un nuovo manto erboso, il rifacimento delle tribune e l'ampliamento dei posti, oltre alla messa a nuovo degli spogliatoi. Per la stagione sportiva 2016-2017 tra i beneficiari figureranno anche Real Velletri e Fortitudo Academy, compagini militanti in Prima Categoria.

## Caratteristiche dell'impianto
L'impianto è situato su di una leggera altura. È dotato di tribune divise in settori e posizionate lateralmente al terreno di gioco. Intorno al manto erboso vi è una pista di atletica a sei corsie. Lo stadio infatti non è dedicato alla sola disciplina calcistica ma anche a quelle atletiche, come testimonia il Meeting Internazionale Città di Velletri.
Comunemente definite "tribuna ovest" e "tribuna est", le gradinate dello Scavo possono arrivare a contenere fino a 9 028 spettatori.
Le dimensioni del campo da gioco sono di 110 metri di lunghezza per 70 di larghezza. Queste misure, frutto della ristrutturazione del campo nel 1990, fanno dello "Scavo" uno degli impianti con il terreno di gioco più grande d'Italia. All'interno dell'impianto A è presente anche un vasto piazzale deputato alla sosta di eventuali automobili delle forze dell'ordine, ed un bar. Le biglietterie sono esterne al campo.

## Concerti ed eventi
Nel 1991 ha ospitato la giornata internazionale del folklore, nella sua settima edizione. Nel 2002 ha invece ospitato il concerto del tour estivo del cantante Jovanotti.

## Eventi
Oltre alle gare interne della SPQV Velletri e al Meeting Internazionale Città di Velletri, l'impianto è sede di numerose gare di atletica leggera, oltre ad eventi regionali di ginnastica, anche a livello giovanile.
Non ha mai ospitato gare della nazionale italiana di calcio, ma sul terreno di gioco del Comunale sono scese in campo squadre come Milan, Lazio (2007), Roma, Frosinone, Benevento, Torres, L'Aquila, Latina in incontri amichevoli e non. Nel 2008 ha ospitato la finale nazionale di football americano.
Nel 2024, lo Stadio Giovanni Scavo di Velletri ha ospitato il "Festival della Pizza Città di Velletri" dal 30 maggio al 2 giugno. L'evento, patrocinato dal Comune di Velletri e organizzato da Pro Loco Velitrae e Associazione Amici di Sempre.

## Stadio comunale "G.Scavo B"
Oltre allo stadio comunale "Giovanni Scavo", è presente a pochissimi metri di distanza un altro campo regolamentare per gare di calcio a undici denominato comunemente "Campo B". Il terreno di gioco misura 105 metri di lunghezza per 65 di larghezza ed è in erba sintetica di terza generazione. Utilizzato per altri incontri calcistici delle società minori di Velletri come:
- VJS Velletri

Non ha una grande capienza di spettatori: è presente infatti soltanto una piccola tribuna in ferro che può contenere circa 300 persone anche se lateralmente ad un lato del campo vi sono spazi per accogliere pubblico all'impiedi fino ad un numero di 1000 persone. Confina ad est con il piazzale interno dello stadio comunale "Giovanni Scavo".